# Josia aurimutua
Josia aurimutua är en fjärilsart som beskrevs av Walker 1854. Josia aurimutua ingår i släktet Josia och familjen tandspinnare. Inga underarter finns listade i Catalogue of Life.